# J. Searle Dawley
Pour les articles homonymes, voir Searle et Dawley.
J. Searle Dawley est un réalisateur, scénariste et directeur de la photographie américain né le 13 mai 1877 à Del Norte, Colorado (États-Unis), mort le 30 mars 1949 à Hollywood (États-Unis).

## Biographie
Il travailla pour l'Edison Company de 1907 à 1912. Il quitta celle-ci pour rejoindre la Famous Players où il notamment travaillé avec Edwin S. Porter.

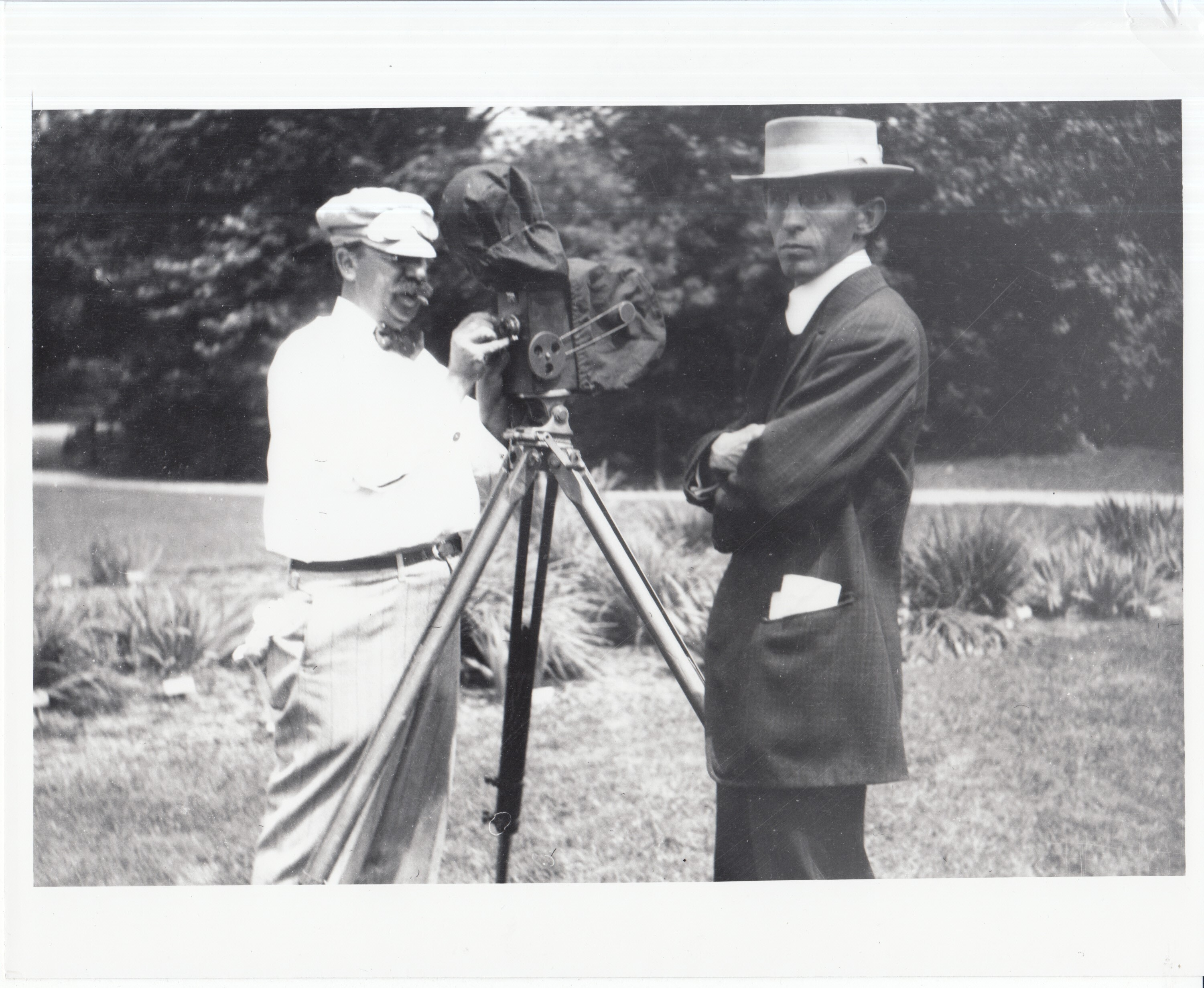
J. Searle Dawley (à droite) lors d'un tournage aux Bahamas.

## Filmographie

### Comme réalisateur

#### Années 1900
- 1907 : The Nine Lives of a Cat
- 1907 : The Trainer's Daughter; or, A Race for Love (en)
- 1907 : A Little Girl Who Did Not Believe in Santa Claus
- 1908 : A Suburbanite's Ingenious Alarm
- 1908 : Sauvé du nid d'un aigle (Rescued from an Eagle's Nest)
- 1908 : Fireside Reminiscences
- 1908 : Cupid's Pranks
- 1909 : The Prince and the Pauper
- 1909 : Lochinvar
- 1909 : Hansel and Gretel
- 1909 : A Rose of the Tenderloin
- 1909 : Bluebeard

#### Années 1910
- 1910 : A Unselfish Love
- 1910 : The Life of a Salmon
- 1910 : Frankenstein
- 1910 : Michael Strogoff
- 1910 : The Princess and the Peasant
- 1910 : From Tyranny to Liberty
- 1910 : The House of the Seven Gables
- 1910 : A Daughter of the Mines
- 1910 : A Christmas Carol (en)
- 1911 : In the Days of Chivalry
- 1911 : The Doctor
- 1911 : The Rajah
- 1911 : Aida
- 1911 : Van Bibber's Experiment
- 1911 : A Thoroughbred
- 1911 : The Star Spangled Banner
- 1911 : The Capture of Fort Ticonderoga
- 1911 : The Battle of Bunker Hill
- 1911 : The Declaration of Independence
- 1911 : The Three Musketeers: Part 1
- 1911 : The Three Musketeers: Part 2
- 1911 : Under the Tropical Sun
- 1911 : The Battle of Trafalgar
- 1911 : How Mrs. Murray Saved the American Army
- 1911 : A Conspiracy Against the King
- 1911 : The Rise and Fall of Weary Willie
- 1911 : A Modern Cinderella
- 1911 : A Perilous Ride
- 1911 : An International Heart Breaker
- 1911 : The Stuff That Dreams Are Made Of
- 1912 : The Corsican Brothers (it)
- 1912 : The Lighthouse Keeper's Daughter
- 1912 : Comment Washington traversa le Delaware (How Washington Crossed the Delaware)
- 1912 : Treasure Island
- 1912 : The Man Who Made Good
- 1912 : Martin Chuzzlewit
- 1912 : A Prisoner of War
- 1912 : Master and Pupil
- 1912 : Between Two Fires
- 1912 : For Valour
- 1912 : The Escape from Bondage
- 1912 : The Necklace of Crushed Rose Leaves
- 1912 : More Precious Than Gold
- 1912 : The Lord and the Peasant
- 1912 : Mr. Pickwick's Predicament
- 1912 : Alone in New York
- 1912 : Aladdin Up-to-Date
- 1912 : Hearts and Diamonds
- 1912 : The Little Girl Next Door
- 1912 : Cynthia's Agreement
- 1912 : Mary in Stage Land
- 1912 : 'Ostler Joe
- 1912 : The Charge of the Light Brigade (en)
- 1912 : The Affair at Raynor's
- 1912 : A Letter to the Princess
- 1912 : The Third Thanksgiving
- 1912 : Jack and the Beanstalk
- 1912 : A Clue to Her Parentage
- 1913 : A Race to New York
- 1913 : Bill's Sweetheart
- 1913 : False to Their Trust
- 1913 : The Lorelei
- 1913 : The Old Monk's Tale (en)
- 1913 : In a Japanese Tea Garden
- 1913 : The Priest and the Man
- 1913 : The Gauntlets of Washington
- 1913 : A Way to the Underworld
- 1913 : Master and Man
- 1913 : The Well Sick Man
- 1913 : Hulda of Holland (en)
- 1913 : Groundless Suspicion
- 1913 : Mary Stuart
- 1913 : Fortune Smiles
- 1913 : The Robbers
- 1913 : The Rightful Heir
- 1913 : The Ghost of Granleigh
- 1913 : Tess of the D'Urbervilles (en)
- 1913 : In the Bishop's Carriage
- 1913 : Chelsea 7750 (en)
- 1913 : An Hour Before Dawn (en)
- 1913 : Caprice
- 1913 : The Port of Doom
- 1913 : Leah Kleschna (en)
- 1913 : The Daughter of the Hills (en)
- 1913 : A Tudor Princess
- 1913 : A Lady of Quality
- 1914 : The Oath of a Viking
- 1914 : An American Citizen
- 1914 : The Pride of Jennico (en)
- 1914 : Un bon petit diable (A Good Little Devil) (non crédité)
- 1914 : A Woman's Triumph
- 1914 : The Next in Command
- 1914 : The Lost Paradise
- 1914 : Marta of the Lowlands
- 1914 : One of Millions
- 1914 : In the Name of the Prince of Peace
- 1915 : The Daughter of the People
- 1915 : Les Quatre Plumes blanches (en) (Four Feathers)
- 1915 : Always in the Way (en)
- 1915 : Helene of the North
- 1915 : The Rehearsal
- 1915 : Still Waters
- 1916 : Mice and Men
- 1916 : Out of the Drifts
- 1916 : Molly Make-Believe
- 1916 : Silks and Satins
- 1916 : Little Lady Eileen
- 1916 : The Rainbow Princess
- 1916 : Miss George Washington
- 1916 : Snow White
- 1917 : The Valentine Girl (en)
- 1917 : The Mysterious Miss Terry
- 1917 : Bab's Diary
- 1917 : Bab's Burglar
- 1917 : Bab's Matinee Idol
- 1917 : The Seven Swans (en)
- 1918 : The Lie
- 1918 : Rich Man, Poor Man
- 1918 : Uncle Tom's Cabin
- 1918 : La Danse tragique (en) (The Death Dance)
- 1919 : Twilight
- 1919 : The Phantom Honeymoon
- 1919 : Everybody's Business

#### Années 1920
- 1920 : The Harvest Moon
- 1921 : Beyond Price (en)
- 1921 : Amour de sauvage (A Virgin Paradise)
- 1922 : Who Are My Parents?
- 1923 : Lincoln, the Man of the People
- 1923 : As a Man Lives
- 1923 : Love's Old Sweet Song
- 1923 : Has the World Gone Mad!
- 1923 : Adolph Zukor Introduces Phonofilm
- 1923 : Broadway Broke (en)
- 1924 : Abraham Lincoln
- 1925 : Roger Wolfe Kahn Musical Number
- 1926 : Brooke Johns and Goodee Montgomery

### comme scénariste
- 1909 : Lochinvar
- 1909 : Bluebeard
- 1910 : Frankenstein
- 1910 : Michael Strogoff
- 1910 : From Tyranny to Liberty
- 1910 : La Maison aux sept pignons (The House of the Seven Gables)
- 1913 : Mary Stuart
- 1914 : An American Citizen
- 1914 : The Mystery of the Poison Pool
- 1915 : Helene of the North
- 1917 : The Valentine Girl
- 1917 : The Mysterious Miss Terry
- 1917 : The Seven Swans
- 1918 : Rich Man, Poor Man
- 1919 : Everybody's Business